# مرسوم بشأن الجبهة الدفاعية الإسلامية
مرسوم بشأن الجبهة الدفاعية الإسلامية هو مرسوم أصدرته ست وزارات وإدارات في إندونيسيا لحظر أي نشاط متعلق بـ الجبهة الدفاعية الإسلامية واستخدام الرموز المرتبطة بها. صدر المرسوم في 30 ديسمبر 2020، وهو ساري المفعول حاليًا. قرأ المرسوم نائب وزير حقوق الإنسان والقانون إيدي حياريج. تقول الحكومة الإندونيسية إن الجبهة الدفاعية الإسلامية وأعضائها انتهكوا القانون واتهموا أعضاءها بالارتباط بالإرهابيين، مما يبرر الحظر. يحظر المرسوم أي ارتباط بالجبهة الدفاعية الإسلامية ويبرر اعتقال أي شخص متورط في أنشطتها أو يحمل أي رموز متعلقة بها. ووقع على القانون وزراء الداخلية والقانون وحقوق الإنسان والاتصالات وتكنولوجيا المعلومات والنائب العام ورئيس الشرطة الوطنية والجهاز الوطني لمكافحة الإرهاب.